# Keklicek, Gemerek
Keklicek là một xã thuộc huyện Gemerek, tỉnh Sivas, Thổ Nhĩ Kỳ. Dân số thời điểm năm 2011 là 230 người.